# Winter-Universiade 1999
Die Winter-Universiade 1999 fand vom 22. Januar bis 30. Januar 1999 in Poprad am Fuße der Hohen Tatra statt.

## Sportarten
Es fanden insgesamt 52 Medaillenentscheidungen in 9 Disziplinen statt.
- Biathlon
- Eishockey
- Eiskunstlauf
- Nordische Kombination
- Shorttrack
- Ski Alpin
- Skilanglauf
- Skispringen
- Snowboard

## Medaillenspiegel
| Platz  | Mannschaft          | Gold | Silber | Bronze | Gesamt |
| ------ | ------------------- | ---- | ------ | ------ | ------ |
| 1      | Russland            | 8    | 11     | 11     | 30     |
| 2      | Österreich          | 7    | 3      | –      | 10     |
| 3      | Slowakei            | 4    | 7      | 7      | 18     |
| 4      | Japan               | 4    | 5      | 7      | 16     |
| 5      | Polen               | 4    | 3      | 3      | 10     |
| 6      | Ukraine             | 4    | 1      | 2      | 7      |
| 7      | Frankreich          | 4    | –      | 2      | 6      |
| 7      | Italien             | 4    | –      | 2      | 6      |
| 9      | Volksrepublik China | 3    | 5      | 6      | 14     |
| 10     | Schweden            | 3    | 2      | 3      | 8      |
| 11     | Bulgarien           | 3    | –      | 2      | 5      |
| 12     | Belarus             | 2    | 2      | 2      | 6      |
| 13     | Kanada              | 1    | 2      | 1      | 4      |
| 14     | Deutschland         | 1    | –      | 3      | 4      |
| 15     | Schweiz             | –    | 4      | –      | 4      |
| 16     | Tschechien          | –    | 2      | 1      | 3      |
| 17     | Vereinigte Staaten  | –    | 2      | –      | 2      |
| 18     | Slowenien           | –    | 1      | 2      | 3      |
| 19     | Belgien             | –    | 1      | –      | 1      |
| 20     | Spanien             | –    | 1      | –      | 1      |
| Gesamt | Gesamt              | 52   | 52     | 54     | 158    |